# Haiti az 1992. évi nyári olimpiai játékokon
Haiti a spanyolországi Barcelonában megrendezett 1992. évi nyári olimpiai játékok egyik részt vevő nemzete volt. Az országot az olimpián 2 sportágban 7 sportoló képviselte, akik érmet nem szereztek.

## Atlétika
Férfi
| Versenyző         | Versenyszám | Előfutam | Előfutam | Előfutam | Negyeddöntő | Negyeddöntő | Negyeddöntő | Elődöntő | Elődöntő | Elődöntő | Döntő   | Döntő    |
| Versenyző         | Versenyszám | Idő      | Hely.    | Össz.    | Idő         | Hely.       | Össz.       | Idő      | Hely.    | Össz.    | Idő     | Helyezés |
| ----------------- | ----------- | -------- | -------- | -------- | ----------- | ----------- | ----------- | -------- | -------- | -------- | ------- | -------- |
| Claude Roumain    | 100 m       | 11,07    | 8.       | 62.      | kiesett     | kiesett     | kiesett     | kiesett  | kiesett  | kiesett  | kiesett | kiesett  |
| Claude Roumain    | 200 m       | 22,51    | 6.       | 74.      | kiesett     | kiesett     | kiesett     | kiesett  | kiesett  | kiesett  | kiesett | kiesett  |
| Dieudonné Lamothe | Maraton     |          |          |          |             |             |             |          |          |          | 2:36:11 | 76.      |

## Cselgáncs
Férfi
| Versenyző         | Versenyszám  | Selejtező                        | 32-es főtábla                             | Nyolcaddöntő      | Negyeddöntő       | Elődöntő          | Vigaszág első kör | Vigaszág nyolcaddöntő | Vigaszág negyeddöntő | Vigaszág elődöntő | Bronz- mérkőzés   | Döntő             | Helyezés |
| Versenyző         | Versenyszám  | Ellenfél Eredmény                | Ellenfél Eredmény                         | Ellenfél Eredmény | Ellenfél Eredmény | Ellenfél Eredmény | Ellenfél Eredmény | Ellenfél Eredmény     | Ellenfél Eredmény    | Ellenfél Eredmény | Ellenfél Eredmény | Ellenfél Eredmény | Helyezés |
| ----------------- | ------------ | -------------------------------- | ----------------------------------------- | ----------------- | ----------------- | ----------------- | ----------------- | --------------------- | -------------------- | ----------------- | ----------------- | ----------------- | -------- |
| Caleb Jean        | Harmatsúly   | Joseph Momanyi (KEN) · 1000-0000 | Dambiinyamyn Maralgerel (MGL) · 0000-1000 | kiesett           | kiesett           | kiesett           |                   |                       |                      |                   |                   |                   | 24.      |
| Rubens Joseph     | Könnyűsúly   | erőnyerő                         | Massimo Sulli (ITA) · 0000-1000           | kiesett           | kiesett           | kiesett           |                   |                       |                      |                   |                   |                   | 22.      |
| Jean Alix Holmand | Váltósúly    | erőnyerő                         | Kim Byeong-Ju (KOR) · 0000-1000           | kiesett           | kiesett           | kiesett           |                   |                       |                      |                   |                   |                   | 22.      |
| Hermate Souffrant | Középsúly    | erőnyerő                         | Densign White (GBR) · 0000-1000           | kiesett           | kiesett           | kiesett           |                   |                       |                      |                   |                   |                   | 21.      |
| Parnel Legros     | Félnehézsúly | erőnyerő                         | Radu Ivan (ROU) · 0000-1000               | kiesett           | kiesett           | kiesett           |                   |                       |                      |                   |                   |                   | 21.      |